# Advanced Micro Devices
37°22′59″ пн. ш. 121°58′12″ зх. д. / 37.383055555556° пн. ш. 121.97° зх. д.

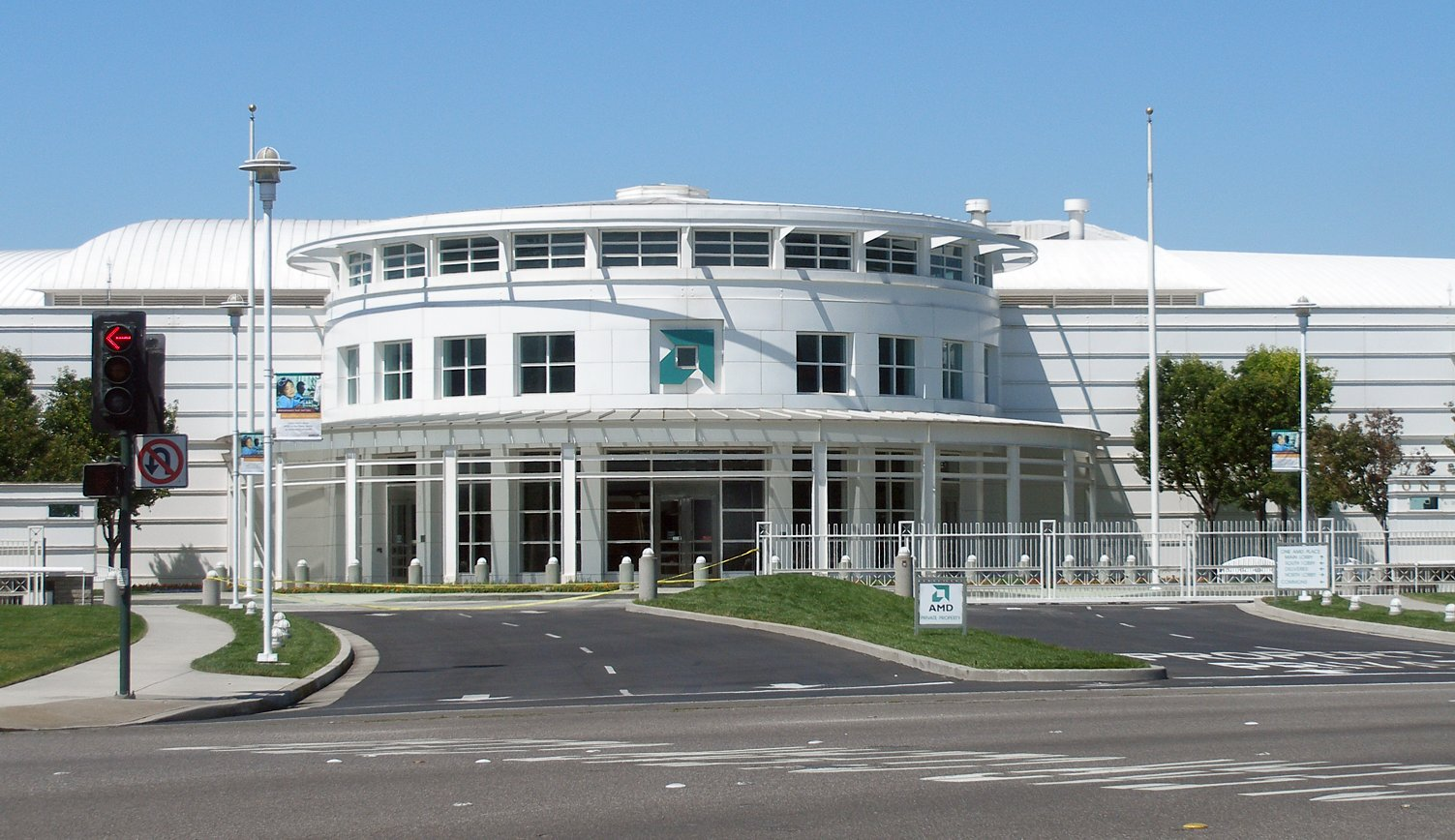
Старий осідок у Саннівейлі, Каліфорнія

АМД (англ. AMD, Advanced Micro Devices, Inc.) — компанія-виробник інтегрованої електроніки. Це другий найбільший постачальник x86 сумісних процесорів і великий постачальник флешпам'яті. Через жорстку цінову конкуренцію з багаторічним суперником Intel фінансові показники не мають стабільності: благополучні періоди чергуються з періодами збитків.

## Історія
Засновано 1 травня 1969 групою із 8-ми колишніх співробітників Fairchild Semiconductor. Групу очолював Джеррі Сандерс, який раніше займав посаду директора з маркетингу у Fairchild. До команди також входили: Джек Гіффорд, Джон Керрі, Едвін Терні, Свен Сімонсен, Ларрі Стенжер, Джим Джільс та Френк Ботте. Бізнес було розпочато після залучення $ 1 505 000 кредитів та інвестицій, а стартовий капітал компанії становив $ 100 000.
AMD почала свою діяльність як виробник логічних інтегральних мікросхем і вже наступного року було випущено її перший продукт власної розробки — лічильник Am2501.
З 1972 стає публічною компанією.
У 1975, підписавши крос-ліцензійну угоду з Intel, AMD представляє свій перший мікропроцесор Am9080 — клон 8080, виготовлений за ліцензією. Він був сумісний з оригіналом за набором команд. Того ж року було випущено першу власну мікросхему RAM — Am1902 та багатосекційний мікропроцесор серії AMD Am2900, який виявився дуже вдалою розробкою для свого часу (висока швидкість роботи, зменшене тепловиділення, програмовані інструкції для додатків).
У 1984 входить до рейтингу «Сто найкращих компаній США».
У 1991 випускає власний аналог процесора Intel 80386  — Am386, у 1993 — Am486. Того ж року, в результаті співпраці з Fujitsu, на ринок виходить флеш-пам'ять виробництва AMD. Компанія переходить на техпроцес менше одного мікрона.
Після представлення Intel процесора Pentium, в 1997 випускає AMD K6. Далі з'являється AMD K6-2 з технологією 3DNow!.
У першій половині 1999 почала постачання процесорів K6-III (К6-III+) з роз'ємом Socket 7. Головна особливість — вбудована кеш-пам'ять другого рівня 256 КБ (L1 кеш залишився 64 КБ, що вдвічі більше, ніж Pentium III), що працює на повній частоті ядра (ранні Pentium III в SECC 2 конструктиві на половині частоти ядра), а кеш-пам'ять, встановлена на материнській платі, розглядається як кеш третього рівня. Тактові частоти 400—500 МГц.
Довго залишатися в Socket 7 процесори від AMD не могли, тому що межа його можливостей вже була досягнута. 23 червня 1999 були представлені моделі AMD Athlon 500, 550, 600, виготовлені за 0,250 мікронною технології в новому корпусі Slot A (трохи тонший картридж у порівнянні зі Slot 1). Після цього AMD випустила ще кілька процесорів з більш високою частотою.
29 листопада 1999 були випущені процесори Athlon з частотами від 550—800 МГц, виготовлені за технологією 0,18 мкм (щоб відрізняти, вони іменувалися Model 1 — 0,250 мікрон і Model 2 — 0,180 мікрон). Основні характеристики:
- внутрішня архітектура — типу RISC;
- має 3 конвеєра для цілочисельних обчислень і 3 для операцій з рухомою комою; додані нові команди в блок 3DNow!, який отримав назву «Enhanced 3DNow!»;
- L1 кеш — 128 КБ (64 +64), L2 кеш — 512 КБ (у перспективі до 8 МБ) розташований в окремих мікросхемах поруч з процесором і працює на частоті рівній половині частоти ядра, підтримує ECC-механізм; багатопроцесорність — теоретично до 14 процесорів на одній шині; системна шина — 100 МГц, але працює по обох фронтах сигналу, результуюча[джерело?] 200 МГц.

У січні 2000 президентом і головним керівником став Гектор Руіз.
Перехід на технологію 0,180 мкм для AMD відбувся влітку 2000 р. розробка ядра Thunderbird. Для своїх нових процесорів Athlon AMD розробляє також новий роз'єм Socket A (Socket 462 у вигляді мікросхеми). Новий процесор містить 37 млн транзисторів. L1 кеш — 128 КБ, L2 кеш — 256 КБ (L2 знаходиться на кристалі процесора). Єдине «вузьке» місце (в усіх сенсах цього слова) — 32-бітна шина між ядром і кешем другого рівня (ширина аналогічної шини Pentium III — 512 біт). Перші процесори працювали на шині 200 МГц (2х100), наступні моделі перейшли на 266 МГц (2х133). Набір команд x86, MMX, Enhanced 3DNow!
У ядрі Athlon 4 з'явився блок апаратної передвибірки даних. Зміни торкнулися SIMD-інструкцій 3DNow! Третя версія цих інструкцій називається «3DNow! Professional», для управління енергоспоживанням в процесорі Athlon 4 вперше реалізована технологія PowerNow! Також в Athlon 4 з'явився вбудований в кристал процесора діод для вимірювання температури.
Не зупиняючись на досягнутому (і з переходом Athlon-ів на нове ядро), AMD, випускає процесор Duron 1 і 1,1 ГГц (пізніше 1,2 ГГц), на новому ядрі Morgan (перероблене Palomino). Крім зміни назви ядра, новий процесор має підтримку вдосконаленого набору інструкцій 3DNow! Professional, а також інструкцій SSE. Ядро Morgan має механізм передбачення переходів (процесор намагається передбачити, які дані йому можуть знадобитися) і буфер перетворення адреси (кешування адрес пам'яті).
У 2002 оголосила про перехід на технологію 0,130 мкм і про впровадження нової технології SOI («кремній на ізоляторі»).
У квітні 2002 року компанія випускає процесор Alchemy Au1100, який повинен був конкурувати з Intel XScale. На початку літа 2002 року були оголошені досконаліші Athlon XP 2100 + і 2200 + на 0,130-мікронному ядрі Thoroughbred. Відрізняється від Palomino тільки технологією 0,130 мікрон.
На початку 2003 року компанія AMD укладає угоду з IBM про спільні технологічні розробки.
10 лютого 2003 компанія випустила нові Athlon XP 3000 +, 2800 + і 2500 + на ядрі Barton із збільшеною вдвічі кеш-пам'яттю другого рівня (L2 — 512 КБ). Саме обчислювальне ядро процесора ніяких істотних змін не зазнало, тобто, по суті, ми маємо той же самий Thoroughbred ревізії B з доданою пам'яттю. З новим об'ємом кешу, AMD перераховує рейтинг своїх процесорів 3000 + на Barton — реально працює на частоті 2167 МГц і 2700 + Thoroughbred-B — реально працює на тій же частоті 2167 МГц. Частота шини 333—400 МГц (dual-pumped).
Навесні 2003 року компанія AMD випускає перші 64-бітові процесори, повністю сумісні з процесорами x86, відомі під назвою Opteron і призначалися для серверів і робочих станцій. А у вересні компанія AMD випускає аналогічні процесори, відомі як Athlon 64, і для персональних комп'ютерів. 2003 р. — рік випуску AMD K7 Thorton (Athlon XP). Thorton — це скоріше черговий Duron, економічна модель Athlon XP на ядрі Barton (штучно відключена половина L2-кешу 256 Кбайт). Використання слова «Athlon» дозволяє позиціонувати Thorton як більш продуктивну мікросхему в порівнянні з попередніми Duron. Технологія виробництва 0,130 мкм. Тактова частота 1667—2133 МГц (2000 + … 2400 +), частота шини 266 МГц (dual-pumped).
Представлення процесора Sempron, яке повинно було мати місце в середині серпня, перенесено на 28 липня 2004 р. (випуск 17 серпня). Sempron 3100 + для Socket 754 ядро Paris, Sempron 2500 + (1750 МГц), 2600 + (1833 МГц), 2800 + (2000 МГц) для Socket A, ядро Barton. Моделі Sempron під Socket A проіснують до кінця 2005 року, але в малобюджетних системах. Самим останнім процесором Sempron під Socket A буде модель 2800 +. Ці процесори позиціонуються як конкуренти Intel Celeron D. Sempron під процесорний роз'єм Socket A за технічними характеристиками — практично Thoroughbred з 1,6 У напругою, єдина відмінність — частота шини, збільшена до 333 МГц (dual-pumped). У червні 2005 року компанією AMD були випущені двоядерні процесори Athlon 64 X2.
24 липня 2006 року AMD оголосила про своє злиття із компанією розробником графічних чипів — ATI Technologies. В результаті, ATI стала частиною AMD, причому сума цієї операції склала $5,4 млрд. Злиття було завершене 25 жовтня 2006 року.
За повідомленнями, в грудні 2006 року, AMD разом зі своїм головним конкурентом в галузі графіки Nvidia отримали повістки до суду від Міністерства юстиції США через підозри в порушенні антимонопольного законодавства в області виробництва відеоплат, зокрема у ціновій змові. У жовтні 2008 року AMD оголосила про плани виділити багатомільярдні кошти на спільне підприємство з Advanced Technology Investment, інвестиційною компанією, створеної урядом Абу-Дабі. Нове підприємство називається GlobalFoundries. Це дозволило AMD сконцентруватися виключно на мікросхемах.
У 2007 році компанія AMD почала виробництво своїх графічних чипів на базі розробок ATI. У 2007 році з'явилися перші чотириядерні процесори AMD Phenom X4, перші конкуренти ранніх Intel Core 2 Quad. У 2009 році з переходом на новий Socket AM3 процесори AMD отримали підтримку пам'яті DDR3, що дозволило встановити на материнську плату до 16 Гб оперативної пам'яті.
У 2010 році 26 квітня AMD випускає перші шестиядерні процесори для настільних ПК Phenom II X6, сумісні з платформами Socket AM2+ і Socket AM3.
У 2011 році AMD випускає процесори на мікроархітектурі Bulldozer.
У 2012 році AMD випускає процесори на новій мікроархітектурі Piledriver.
У 2017 році AMD випускає процесори на новій 14 nm-мікроархітектурі Zen (бренд Ryzen, Socket AM4) з підтримкою пам'яті DDR4, що мають 4-8 ядер. Пізніше з'явився бренд Ryzen Threadripper для сегмента HEDT (Socket TR4, 8-16 ядер). На базі мікроархітектури також випускаються серверні процесори Epyc (до 32 ядер).

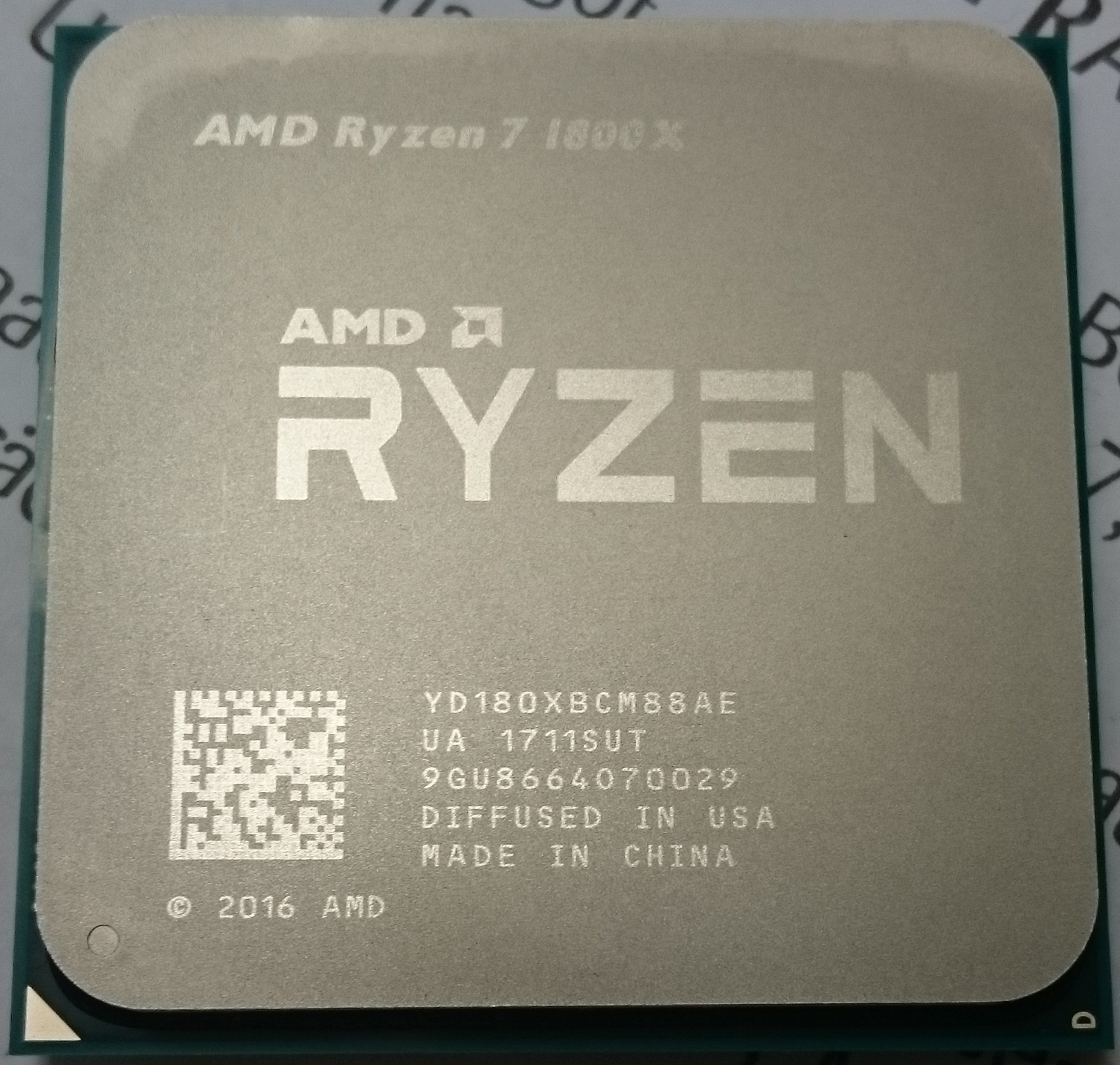
AMD Ryzen 1800x

У 2018 року AMD випускає процесори Ryzen на новій мікроархітектурі Zen + мають 4-8 ядер, новий техпроцес в 12 nm, відмінний від «Zen», що принесло покращений контролер пам'яті і частотний потенціал процесорів на даній архітектурі, а також Ryzen Threadripper (8-32 ядер). І нові процесори AMD Athlon™ 200GE, 220GE, а також 240GE мають по 2 ядра і 4 потоку, що відрізняються між собою тільки частотою, конкурент Intel Pentium G4560 і подібним.
У 2019 році AMD випускає процесори Ryzen на новій мікроархітектурі Zen2 мають 6-16 ядер, новий техпроцес в 7 nm, відмінний від «Zen +», що принесло покращений контролер пам'яті і частотний потенціал процесорів на даній архітектурі.
У січні 2020 року AMD на CES 2020 представила нові мобільні процесори Ryzen 4000, 64-ядерний процесор Ryzen Threadripper 3990X і відеокарту Radeon RX 5600 XT.
27 жовтня 2020 року корпорація AMD оголосила про злиття з компанією Xilinx - найбільшим виробником програмованих логічних інтегральних схем (ПЛІС). Сума цієї угоди складе $35 млрд, в результаті якої з'явиться об'єднана компанія, 74 % якої належатиме AMD, тоді як Xilinx володітиме 26-відсотковою часткою, що залишилася. Керувати об'єднаною компанією буде голова AMD Ліза Су. При цьому склад ради директорів компанії поповниться представниками Xilinx, а чинний керівник цієї компанії Віктор Пен перейде на посаду президента AMD, відповідального за профільний бізнес. 
14 лютого 2022 року корпорація AMD завершила злиття з компанією Xilinx та її передбачувана ціна становила $50 млрд.
У жовтні 2023 року AMD придбала постачальника програмного забезпечення штучного інтелекту (ШІ) з відкритим кодом Nod.ai, щоб зміцнити екосистему програмного забезпечення ШІ.

## Торгові марки
AMD випускає свої процесори під торговими марками Athlon, Phenom, Ryzen, Threadripper (настільні комп'ютери і робочі станції), Duron, Sempron (бюджетні варіанти), Opteron, Epyc (для серверів), Turion (для мобільних комп'ютерів, ноутбуків).

### Об'єднання з ATi
2006 компанія AMD придбала одного з лідерів в розробці і виробництві графічних процесорів - канадську компанію ATi, відому торговельною маркою Radeon.

## Частка на ринку

### Процесори

Частка AMD на ринку мікропроцесорів протягом всієї її історії була значно менше частки Intel. За підсумками 2009 року частка AMD склала близько 20 % від загальносвітового виробництва. Продукція AMD завжди[джерело?] відрізнялася привабливим співвідношенням продуктивність / ціна при достатньо демократичній роздрібній вартості, в результаті в період кризи компанія впевнено утримувала свою частку ринку.
За 2018—2021 роки AMD нав'язала серйозну конкуренцію на ринку x86 сумісних процесорів. Станом на 2 січня 2020 року частка AMD на ринку процесорів досягла 34,6 % згідно з офіційним сайтом PassMark [Архівовано 26 березня 2020 у Wayback Machine.].

### Графічні процесори
За результатами другого кварталу 2010 року частка AMD на ринку дискретних відеоприскорювачів склала 51 %, проти 49 % у найближчого конкурента — Nvidia, яка вперше поступилася першістю на цьому ринку. За даними Mercury Research, у вказаний період Advanced Micro Devices зайняла 51,1 % ринку за обсягом постачання, тоді як Nvidia — 48,8 %. Частка на ринку вбудованої графіки AMD також виросла, склавши 24,5 %, проти 19,8 % у Nvidia і 54,3 % у Intel. AMD Radeon E6760 став першим GPU для вбудованих систем з підтримкою OpenCL і 6 дисплеїв.
У ІІ кварталі 2019 року AMD вдалося наростити свою частку на ринку відеокарт на 10 % у порівнянні з попереднім кварталом. В результаті частка AMD на ринку відеокарт для настільних ПК станом на кінець 2019 року становить 32,1 %. Частка Nvidia впала з 77,3 % до 67,9 %.

## Конкурентна боротьба
31 березня 2025 року компанія AMD завершила купівлю фірми ZT Systems за $4,9 млрд, щоб зміцнити свою присутність у сфері хмарних обчислень і ШІ. Угода дасть змогу компанії запропонувати альтернативу домінуючим продуктам корпорації Nvidia в сегменті дата-центрів.

## Судові розгляди з Intel
У 2000 році AMD подала антимонопольний позов проти Intel, звинувачуючи її у зловживанні своїм положенням лідера індустрії. Intel була визнана винною у двох розглядах в Японії. У травні 2009 року Європейська комісія винесла вирок і наклала на компанію рекордний штраф в $ 1,45 млрд. Єврокомісією було виявлено, що Intel в період з 2002 по 2007 рік змушувала виробників комп'ютерів відмовлятися від продукції AMD, робила знижки таким компаніям як Acer, Dell, HP, Lenovo, NEC. У доповіді було сказано, що «Intel завдавала шкоди європейським споживачам». AMD і GlobalFoundries підтримали дане рішення. Незабаром Intel подала апеляцію, одночасно надіславши до ЗМІ інформацію, ніби виробники ПК віддавали перевагу виробам Intel через їхню вищу якість. Через те, що справа стала публічною, Європейська комісія розкрила докази. З'явився прес-реліз, у якому були представлені фрагменти листування керівництва Intel і вищеназваних компаній. У цьому листуванні абсолютно ясно говорилося, що частку AMD на ринку процесорів потрібно скоротити до 5 і навіть 0 %, за що Intel надавала цим компаніям різні бонуси.
В жовтні 2009 року більшість розбіжностей вдалося залагодити. Intel зобов'язалася виплатити AMD $ 1,25 млрд і надалі не зловживати своїм монопольним становищем. AMD ж зобов'язалася згорнути всі судові справи проти Intel по всьому світу.
23 вересня 2023 року, з посиланням на повідомлення пресслужби Єврокомісії, Європейська комісія наклала на американську компанію Intel новий штраф у розмірі €376,36 млн ($400 млн) у справі про порушення антимонопольного законодавства, відкритій у 2009 році. Єврокомісія звинуватила Intel у зловживанні своїм домінантним становищем на світовому ринку мікропроцесорів x86 і використанні стратегії витіснення конкурентів за допомогою знижок і обмежень на продажі. У 2009 році Єврокомісія визнала Intel винною у блокуванні доступу компанії AMD на європейський ринок шляхом надання значних знижок виробникам комп'ютерів на свою продукцію. Intel також звинуватили в підкупі продавців техніки, щоб ті відмовлялися продавати комп'ютери з чипами AMD.